# Russkaja
Russkaja (estilizado como ЯUSSꞰAJA, pronunciado «Rúskaya») fue una banda de ska punk formada en Viena, Austria. El sonido de la banda (definido por ellos como "Russian Turbo Polka Metal") está caracterizado por la polka, el ska y la música tradicional rusa.
La banda fue formada en 2005 por el exvocalista de Stahlhammer, Georgij Makazaria, nacido en Rusia. El nombre significa «rusa» en ruso transcrito con ortografía alemana. Russkaja estuvo afiliada a la discográfica austríaca Chat Chapeau desde 2006, y posteriormente a Napalm Records.
El 3 de febrero de 2023, el mismo día que el grupo lanzó su séptimo álbum, Turbo Polka Party, anunció su disolución en Facebook al considerar que la invasión rusa de Ucrania iniciada un año antes había hecho que les fuera imposible seguir utilizando de forma satírica la simbología y el lenguaje soviéticos.

## Miembros

### Última formación
- Georgij Makazaria – Voz
- Dimitrij Miller – Bajo
- Engel Mayr – Guitarra
- Lea-Sophie Fischer – Violín
- Rainer Gutternigg – Trompeta
- H-G. Gutternigg – Potete
- Mario Stübler – Batería

### Miembros anteriores
- Titus Vadon – Batería
- Zebo Adam – Guitarra
- Antonia-Alexa Georgiew – Violín
- Ulrike Müllner – Violín

Russkaja en Rockharz Open Air 2019
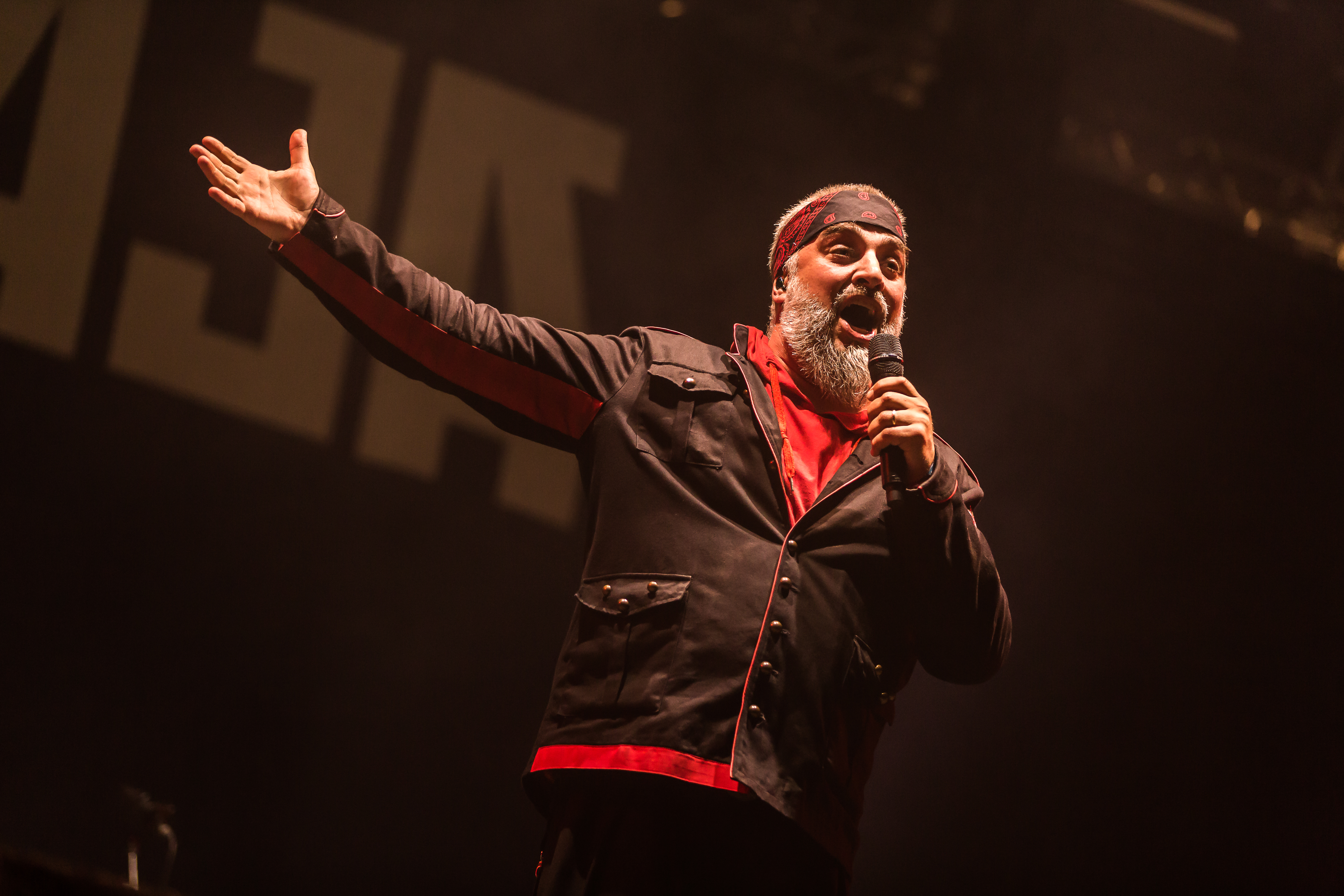
Vocalista Georgij Alexandrowitsch Makazaria
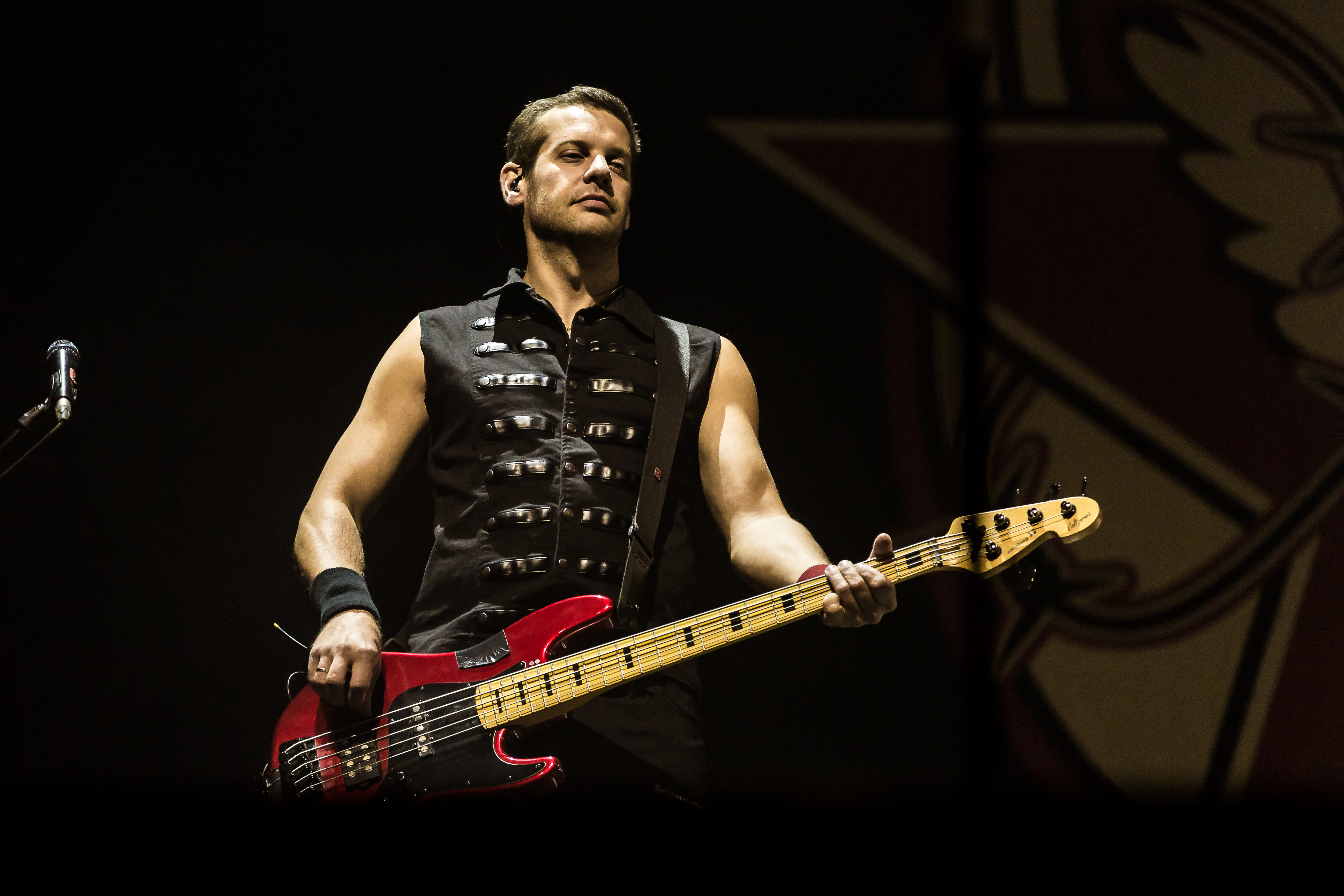
Bajista Dimitrij Miller
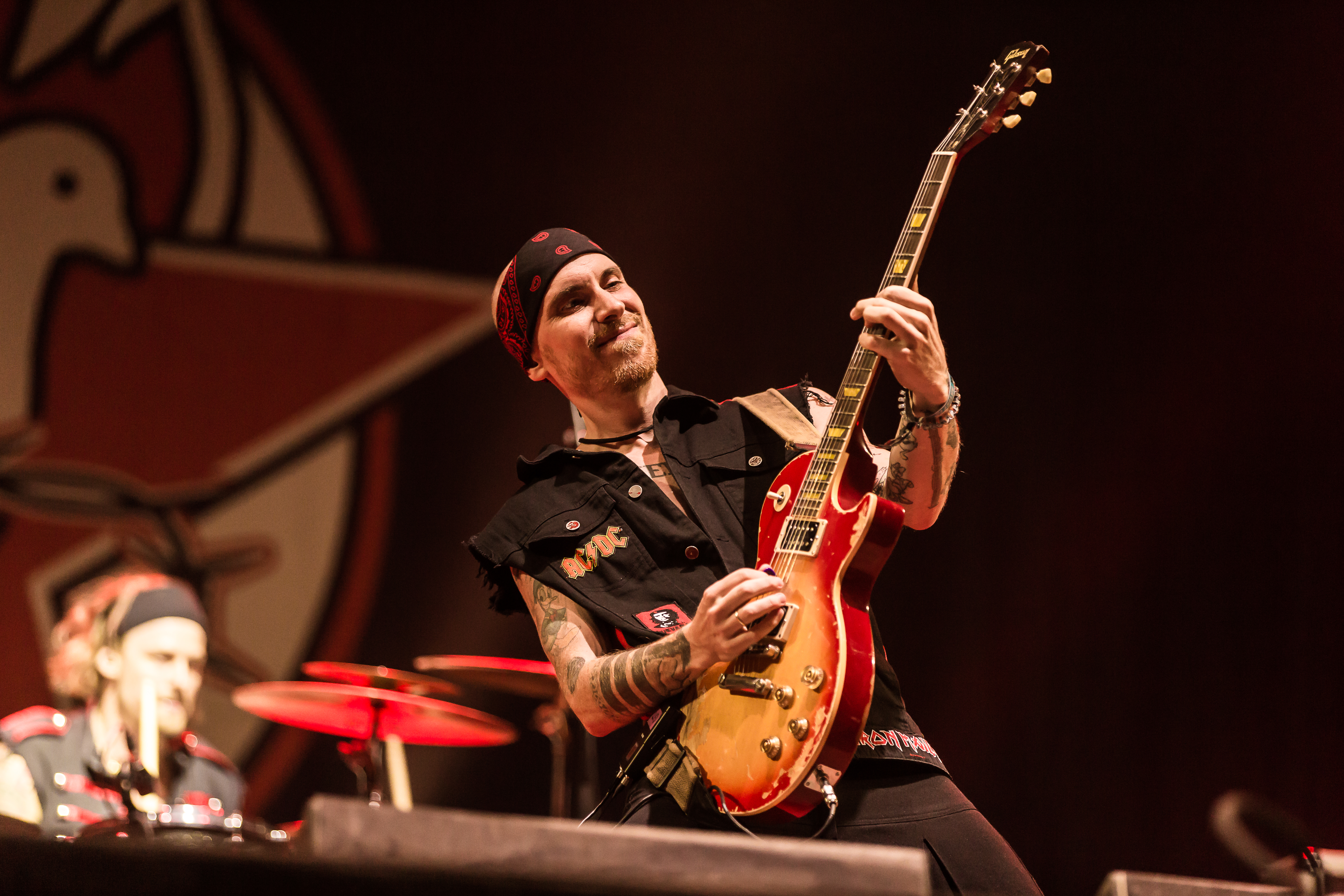
Guitarrista Engel Mayr
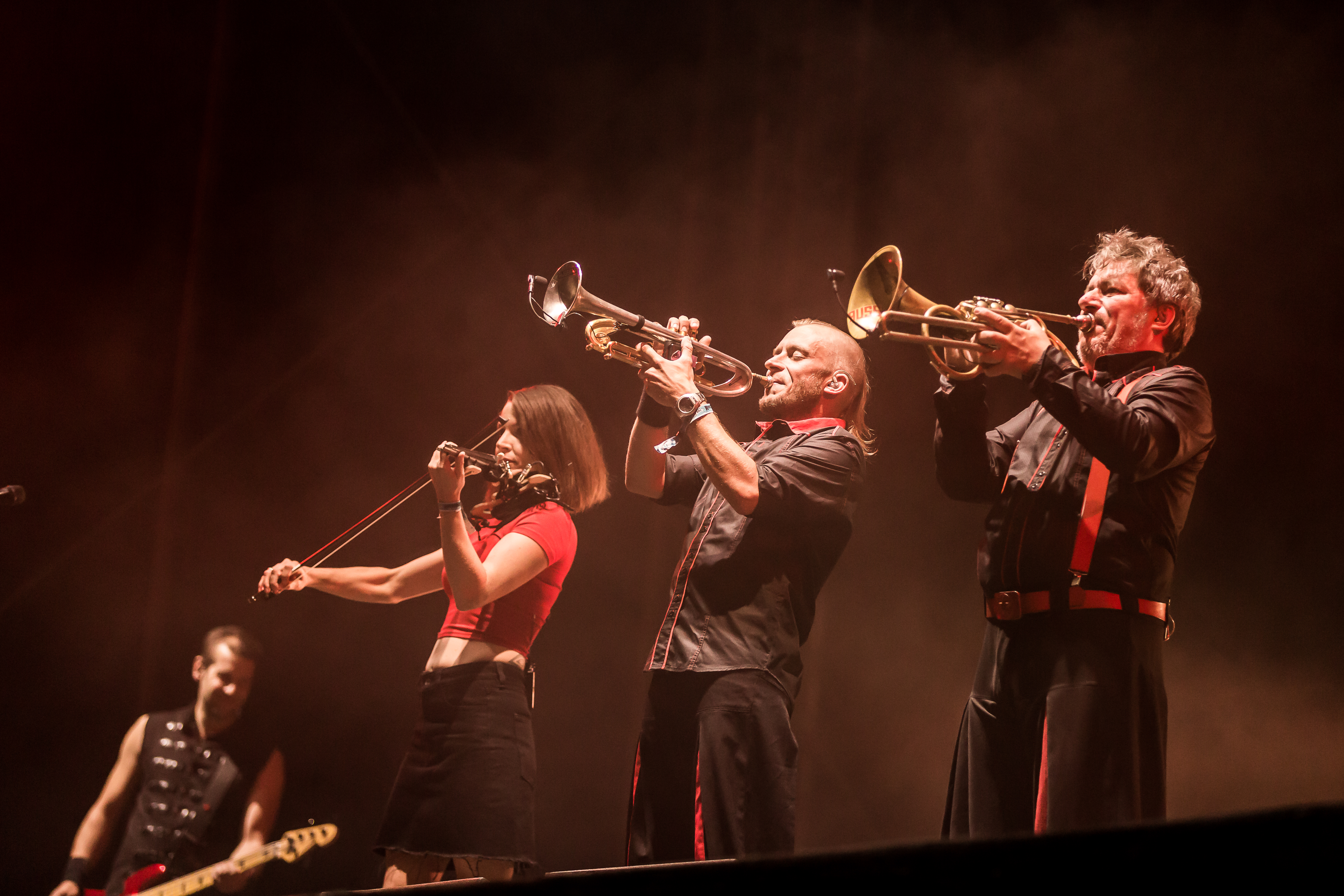
Violinista Lea-Sophie Fischer; trompetista Rainer Gutternigg y músico de potete Hans-Georg Gutternigg
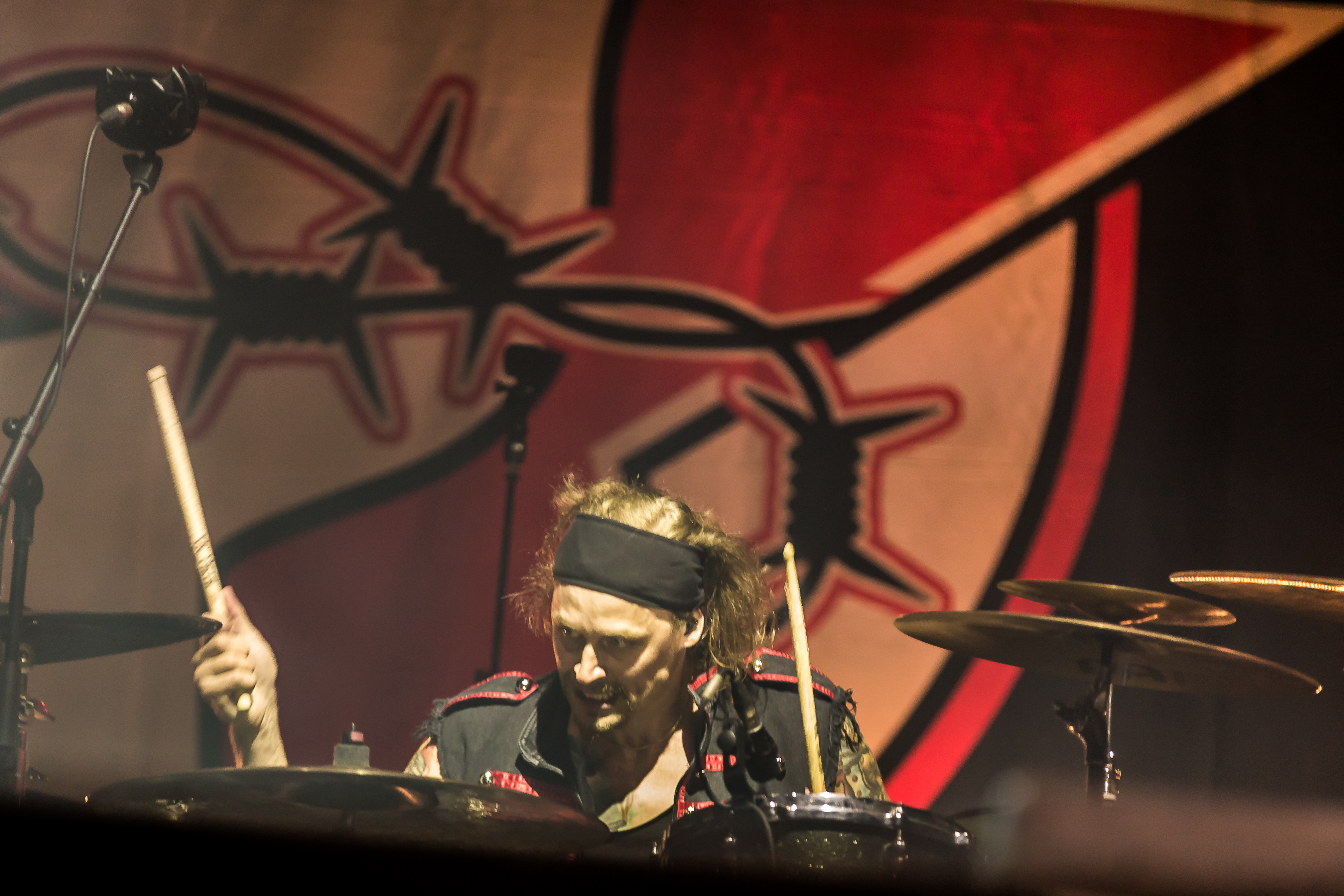
Baterista Mario Stübler

## Discografía

### Álbumes de estudio
| Año  | Título                     | Posición pico (Ö3 Austria Top 40) |
| ---- | -------------------------- | --------------------------------- |
| 2008 | Kasatchok Superstar        | 15                                |
| 2010 | Russian Voodoo             | 36                                |
| 2013 | Energia!                   | 47                                |
| 2015 | Peace, Love & Russian Roll | 42                                |
| 2017 | Kosmopoliturbo             | 27                                |
| 2019 | No One is Illegal          | 48                                |
| 2023 | Turbo Polka Party          | 7                                 |

### EP
| Año  | Título       |
| ---- | ------------ |
| 2006 | Dawai, Dawai |
| 2013 | Barada       |
| 2022 | No Borders   |
| 2023 | Shapka       |
| 2023 | Paschli      |

### Sencillos
| Año  | Título                         |
| ---- | ------------------------------ |
| 2007 | «Dope Shit»                    |
| 2008 | «More»                         |
| 2009 | «Kasatchok Superstar the Song» |
| 2010 | «Hammer Drive»                 |
| 2015 | «Rock'n'Roll Today»            |
| 2017 | «Hey Road»                     |
| 2017 | «Alive»                        |
| 2018 | «Druschba (You're Not Alone)»  |
| 2018 | «No One Is Illegal»            |
| 2021 | «Russki Style»                 |
| 2021 | «Last Christmas»               |